# Vörösszemű levelibéka

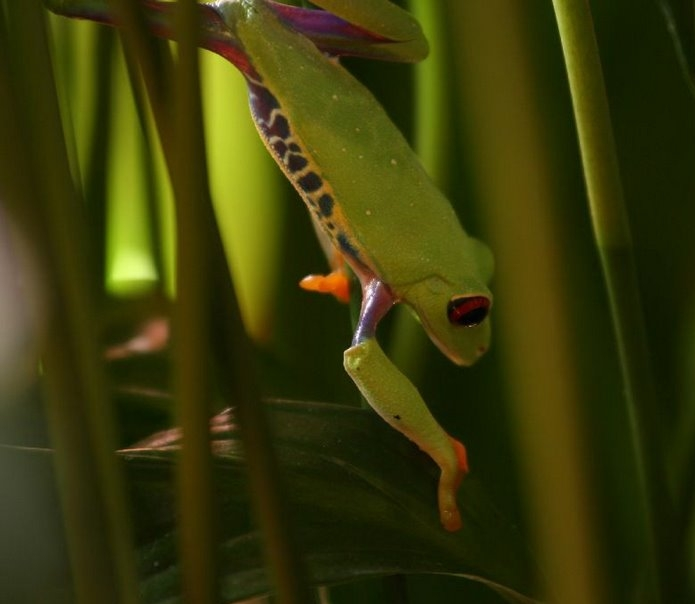

A vörösszemű levelibéka, más néven makibéka (Agalychnis callidryas) a kétéltűek (Amphibia) osztályának a farkatlan kétéltűek (Anura) rendjéhez, ezen belül a levelibéka-félék (Hylidae) családjához tartozó faj.

## Előfordulása
Mexikó, Belize, Costa Rica, Guatemala, Honduras, Nicaragua, Panama és Kolumbia trópusi esőerdeiben honos, folyók és tavak közelében gyakori.

## Megjelenése
Testhossza 90 milliméter. Hátoldali része zöld, hasa fehér. Az oldala kék vagy lila, függőleges fehér csíkokkal, lábujjai narancssárgák. Mind a hímeknek mind a nőstényeknek kidülledő narancsos-vöröses szemeik vannak, a házi macskához hasonló, összeszűkülő pupillákkal.
Az oldalakon és a végtagokon lévő élénk jegyek a ragadozók elriasztására szolgálnak. A legtöbb állat ami a fajra vadászik (néhány denevérfaj, kígyók és madarak) gyakran a látására hagyatkozik. Mikor a béka megmozdul, hogy elkerülje a támadóját az élénk színezet felvillan, és megtéveszti azzal, hogy mintegy szellemkép marad azon a helyen, ahol eredetileg a béka volt. Ez összezavarja a támadót, és időt enged a békának arra, hogy elmeneküljön. Ezek a villanó színek azzal is becsapják a ragadozókat, hogy mérgezőnek hiszik őket.
|  |

## Életmódja
Húsevők, éjszaka vadásznak lepkékre, tücskökre, bogarakra, legyekre, sőt (ha nincs más zsákmány) néha kisebb békákra is.
A pirosszemű levelibékák nem mérgezőek, és a rejtőzködésre hagyatkoznak az önvédelemben. Napközben mozdulatlanok maradnak, kék oldalukat a hátsó lábaikkal takarják, élénk színű lábaikat a hasuk alá rejtik, vörös szemeiket pedig becsukják. Emiatt szinte teljesen zöldnek látszanak, és jól elrejti őket a lombozat. Sötétedés után kezdenek vadászni.

## Szaporodása
Petékkel szaporodik, szaporodási időszaka októbertől márciusig tart. Az amplexus (a párosodás alatti átölelés) általában az első pár napon történik, és egy hétig is folytatódhat a tényleges peterakás előtt. Miután kiválasztotta a megfelelő helyet (egy víz fölé lógó levél), a nőstény 75-100 zselészerű petét rak, amiket a hím megtermékenyít. Néhány nap elteltével a peték megrepednek, és az ebihalak a vízbe kerülnek, hogy békává fejlődjenek. A kis békák ezután kimennek a szárazföldre és felmennek a fákra, hogy ott töltsék életük hátralévő részét.

## Fordítás
- Ez a szócikk részben vagy egészben  az   Agalychnis callidryas című angol Wikipédia-szócikk ezen változatának fordításán alapul.  Az eredeti cikk szerkesztőit annak laptörténete sorolja fel. Ez a jelzés csupán a megfogalmazás eredetét és a szerzői jogokat jelzi, nem szolgál a cikkben szereplő információk forrásmegjelöléseként.

## Külső hivatkozások
- Pirosszemű levelibéka Archiválva 2008. június 5-i dátummal a Wayback Machine-ben